# Reprezentacja Austrii w rugby union mężczyzn
Reprezentacja Austrii w rugby  jest drużyną reprezentującą Austrię w międzynarodowych turniejach. Drużyna występuje w Europejskiej 2C dywizji.

## Puchar Świata w Rugby
- 1987-2011: nie zakwalifikowała się